# Robert Enke
Robert Enke (* 24. August 1977 in Jena; † 10. November 2009 in Neustadt am Rübenberge) war ein deutscher Fußballtorwart. Er spielte in der Bundesliga für Borussia Mönchengladbach und zuletzt für Hannover 96. International lief er für Benfica Lissabon, Fenerbahçe Istanbul und den FC Barcelona auf. Zudem bestritt er acht Länderspiele für die deutsche Nationalmannschaft. Sein Schienensuizid im Jahr 2009 löste eine öffentliche Debatte über psychische Erkrankungen insbesondere im Profifußball aus und führte zur Gründung der Robert-Enke-Stiftung.

## Leben
Robert Enke entstammte einer sportbegeisterten Familie. Sein Vater Dirk, ein promovierter Psychotherapeut, war ein 400-Meter-Hürdenläufer, seine Mutter spielte Handball. Enke legte auf dem Jenaer Sportgymnasium sein Abitur ab. Zunächst plante er ein Studium, entschied sich dann aber für eine Karriere im Profifußball.
Enke war mit Teresa Enke verheiratet. Ihre leibliche Tochter Lara starb 2006 im Alter von zwei Jahren an einem angeborenen Herzfehler. Im Mai 2009 adoptierte das Ehepaar ein zwei Monate altes Mädchen.
Enke und seine Frau engagierten sich für den Tierschutz und lebten mit zahlreichen Haustieren auf einem Bauernhof. Für die Organisation PETA stellte er sich für ein Plakat zur Verfügung, das sich gegen die Verarbeitung und Verwendung von Pelzen richtete. Insbesondere protestierte er gegen die inzwischen verbotene Einfuhr von Katzen- und Hundefellen aus der Volksrepublik China. Eine weitere Kampagne hatte das Motto „Tiere sind keine Weihnachtsgeschenke“.

## Karriere

### Vereine
Enke spielte als Jugendlicher – zeitweise auch als Feldspieler – zunächst bei Jenapharm Jena, ab 1985 für den FC Carl Zeiss Jena. 1995 stand er im Kader des Zweitligisten und kam als Ersatztorhüter unter Trainer Eberhard Vogel zu drei Einsätzen. In seinem ersten Spiel als Profi im November 1995 stand er gegen seinen späteren Klub Hannover 96 zwischen den Pfosten. Zur Saison 1996/97 wechselte Enke zu Borussia Mönchengladbach in die Fußball-Bundesliga. Dort saß er zunächst zwei Jahre auf der Ersatzbank, bis er 1998/99 unter Friedel Rausch Stammtorhüter wurde. Er profitierte von der schweren Verletzung des Stammtorhüters, Uwe Kamps, der sich in der Vorbereitung der Saison 1998/1999 einen Achillessehnenriss zuzog. Diese Position behielt er auch unter dessen Nachfolger Rainer Bonhof. Enke brachte konstant gute Leistungen, konnte aber den Abstieg der Borussia in die 2. Bundesliga nicht verhindern.
Im Sommer 1999 wechselte Enke nach Portugal zu Benfica Lissabon. Unter dem deutschen Trainer Jupp Heynckes wurde er zum Leistungsträger und Mannschaftskapitän. Lissabons Traditionsclub erzielte allerdings in den folgenden drei Spielzeiten nur mittelmäßige Ergebnisse. Daher wechselte Enke 2002 in die Primera División zum FC Barcelona. Unter Trainer Louis van Gaal kam es jedoch zum Karriereknick: Enke wurde in einem Pokalspiel, in zwei Champions-League-Spielen und lediglich ein Mal in einem Ligaspiel eingesetzt.
Ein Ausleihgeschäft im Sommer 2003 mit dem türkischen Verein Fenerbahçe Istanbul unter dem Trainer Christoph Daum geriet zu einem Desaster. Das erste Spiel mit Enke ging verloren, worauf ihn die eigenen Fans mit Gegenständen bewarfen. Daraufhin löste er seinen Vertrag auf und war vorübergehend vereinslos. Obwohl er formal noch bei Barcelona unter Vertrag stand, ließ er sich im Januar 2004 in die zweite spanische Liga ausleihen. Beim CD Teneriffa konnte er wieder sportlich überzeugen.
Im Sommer 2004 kehrte Enke in die Bundesliga zurück, er wechselte zu Hannover 96. Von Beginn an gehörte er zu den Leistungsträgern der Mannschaft. 2006 und 2009 wurde er von den Bundesligaspielern in Umfragen des Fachmagazins Kicker zum Kicker-Torhüter des Jahres gewählt. Ab 2007 war er Kapitän der Mannschaft von Hannover 96. Erstmals in seiner Karriere verlängerte er dort einen Profivertrag (bis 2010).

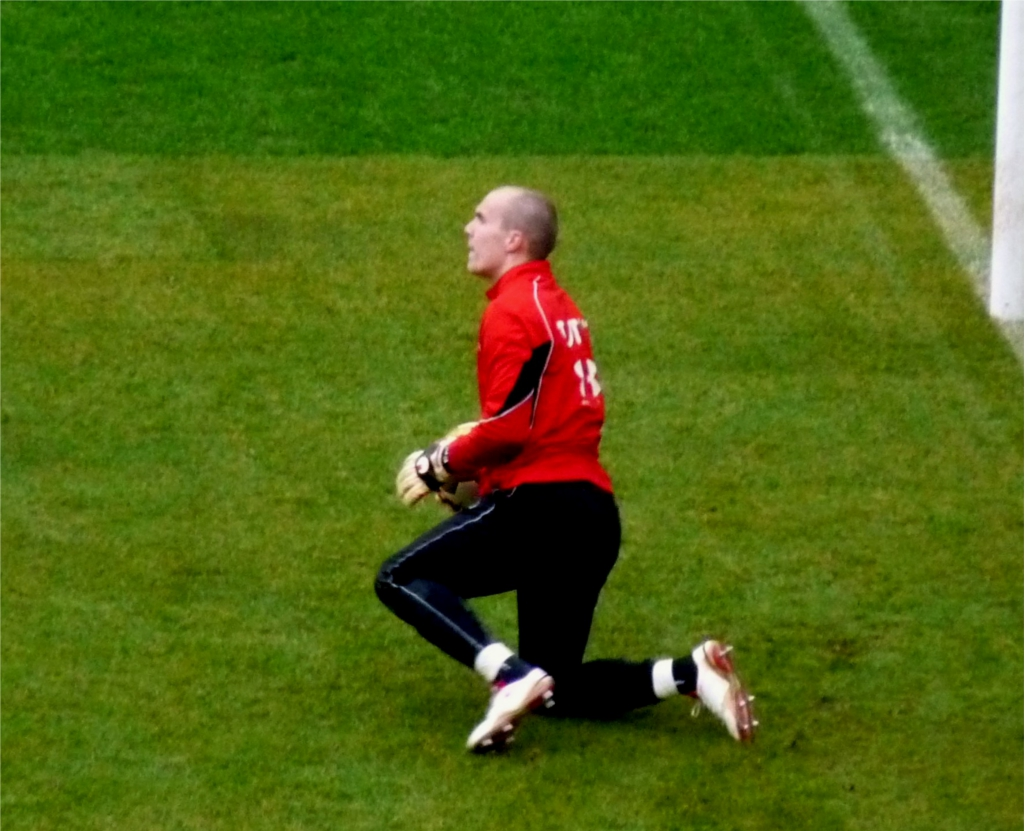
Robert Enke beim Aufwärmen
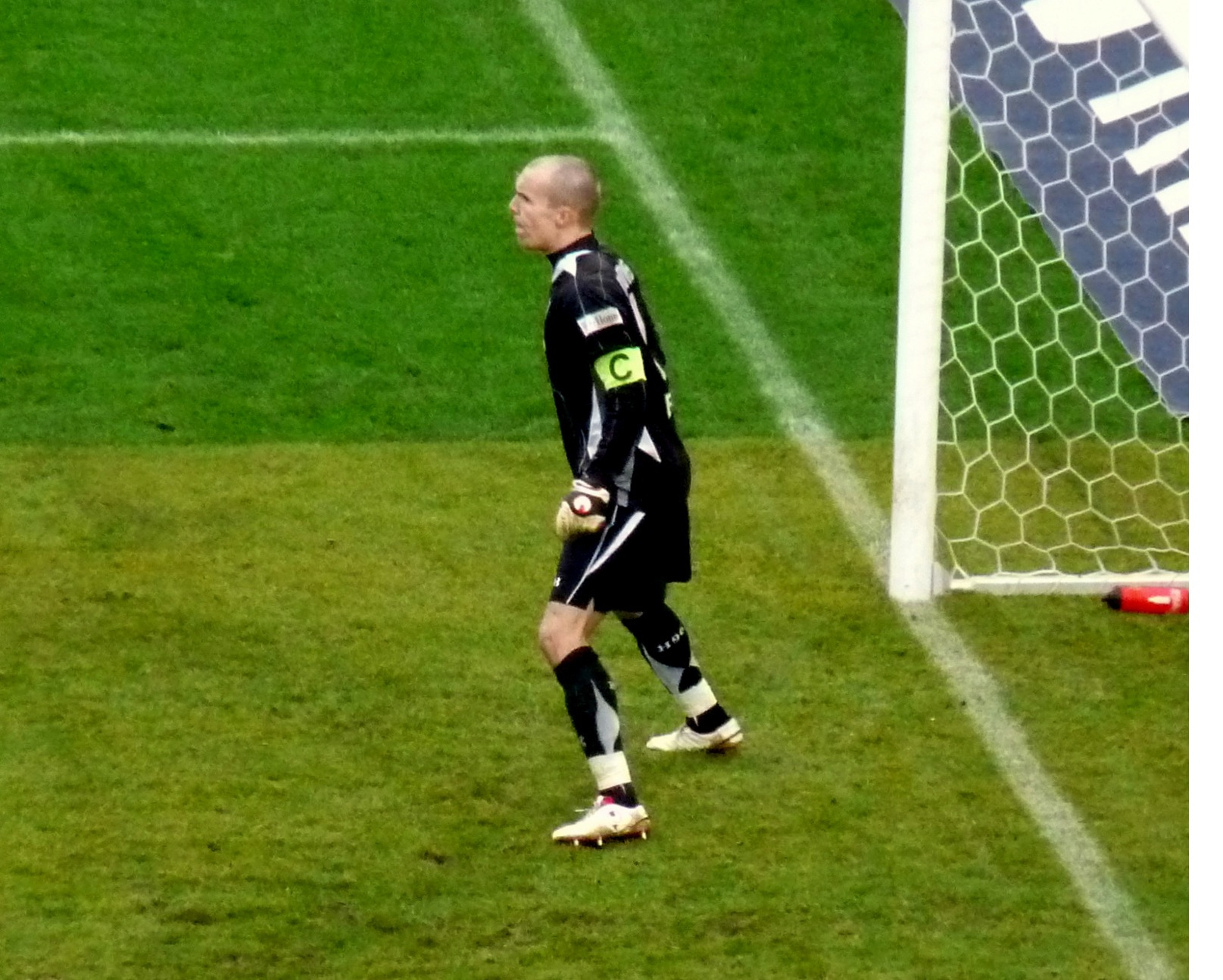
Robert Enke während eines Bundesliga-Spiels 2009
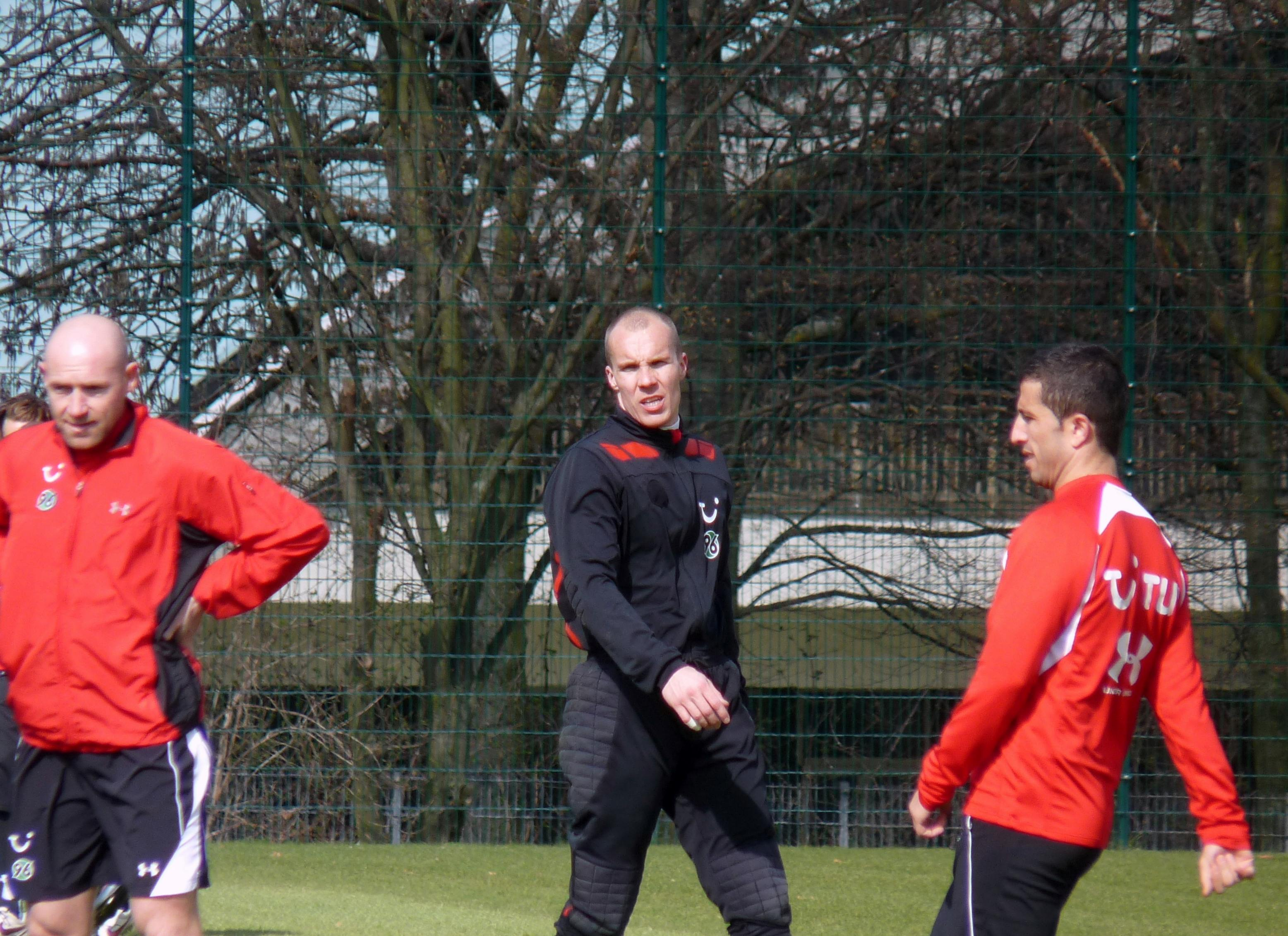
Robert Enke beim Training mit Teamkollegen von Hannover 96

### Nationalmannschaft
Von 1997 bis 1999 absolvierte Enke 15 Spiele für die deutsche U21-Nationalmannschaft. 1999 wurde er von Trainer Erich Ribbeck erstmals in die A-Nationalmannschaft berufen und reiste mit zum Konföderationen-Pokal in Mexiko, wo er jedoch nicht eingesetzt wurde. Nach seinem Wechsel ins Ausland im selben Jahr geriet er aus dem Blickfeld der Nationalmannschaft. Erst 2006, als er bereits zwei Jahre für Hannover 96 gespielt hatte, wurde er vor der WM 2006 von Jürgen Klinsmann wieder in den erweiterten Kader der Nationalmannschaft berufen. Am Turnier nahm er jedoch nicht teil.
Nach der WM kehrte Enke zunächst wieder in den Kader der Nationalmannschaft zurück und fuhr als Ersatztorwart zu Länderspielen. Im März 2007 gab er sein Länderspieldebüt in einem Freundschaftsspiel gegen Dänemark (0:1) unter Bundestrainer Joachim Löw. In der Hierarchie der Nationalmannschaft stand er im folgenden Jahr hinter Jens Lehmann und gleichauf mit Timo Hildebrand. An der EM 2008 nahm er hinter Lehmann und vor René Adler als offizielle Nummer zwei im deutschen Tor teil.
Nach der EM und dem Rücktritt Lehmanns war Enke einer der Anwärter für dessen Nachfolge als Stammtorhüter. Er wurde allerdings nicht ausdrücklich als neue Nummer eins im Tor der Nationalmannschaft benannt, so dass er sich der Konkurrenz von René Adler, Tim Wiese und Manuel Neuer stellen musste. Sein erstes Pflichtspiel bestritt er am 6. September 2008 in der WM-Qualifikation gegen Liechtenstein. Das Qualifikationsspiel gegen Russland im Oktober 2008 musste er jedoch wegen einer Handverletzung absagen; erst Ende März 2009 kehrte er für das Rückspiel gegen Liechtenstein – nunmehr nach einer Verletzung Adlers – zur Nationalmannschaft zurück. Insgesamt hütete er in fünf von elf Spielen der Nationalmannschaft in der Saison 2008/09 das Tor. Sein letztes Länderspiel war das WM-Qualifikationsspiel gegen Aserbaidschan am 12. August 2009, das in Baku 2:0 gewonnen wurde.
Die Rückspiele gegen Aserbaidschan (9. September 2009) sowie gegen Russland und Finnland (10. und 14. Oktober 2009) konnte Enke nicht bestreiten. Sein Ausfall wurde mit einer bakteriellen Infektion begründet; im Nachhinein gab sein Vater jedoch bekannt, dass der tatsächliche Grund Enkes Depressionen gewesen seien. Für die Mitte November 2009 geplanten Freundschaftsspiele gegen Chile und die Elfenbeinküste wurde Enke, der kurz zuvor sein Comeback in der Bundesliga gegeben hatte, nicht nominiert.
Im Rahmen der Nationalmannschaft, für die er insgesamt achtmal auflief, engagierte sich Enke auch als DFB-Integrationsbotschafter.

## Tod
Am 10. November 2009 nahm sich Enke im Alter von 32 Jahren an einem Bahnübergang im niedersächsischen Neustadt am Rübenberge-Eilvese, unweit seines Wohnorts Empede, durch Schienensuizid das Leben. Noch zwei Tage zuvor hatte er am 12. Bundesliga-Spieltag beim 2:2 vor heimischer Kulisse gegen den Hamburger SV für Hannover 96 das Tor gehütet. In einer Pressekonferenz wurde bekanntgegeben, dass er seit 2003 mehrfach wegen Depressionen in psychiatrischer Behandlung gewesen sei. In seinem Abschiedsbrief bat er Angehörige und Ärzte um Verzeihung.
Sein Suizid löste Bestürzung aus. In der Marktkirche zu Hannover fand am 11. November eine Trauerandacht statt, die Margot Käßmann, damalige hannoversche Landesbischöfin leitete. Am 15. November fand eine Gedenkfeier in der AWD-Arena in Hannover statt. Christian Wulff, Martin Kind, Theo Zwanziger, Stephan Weil sowie der katholische Pfarrer Heinrich Plochg richteten Worte an die rund 40.000 Trauergäste. Der Sarg Enkes war im Mittelkreis des Stadions aufgebahrt. Die Beerdigung fand im engsten Familienkreis statt.
Am ersten Todestag im Jahr 2010 trafen sich am Kröpcke in Hannover etwa 1.800 Menschen zu einem Trauermarsch.
Kurze Zeit nach Enkes Tod, am 20. November 2009, gab der Fußballprofi Andreas Biermann in einer Pressekonferenz bekannt, dass er einen Suizidversuch unternommen habe und sich wegen Depressionen in stationärer Behandlung befände. Der Tod des Nationaltorwarts Enke habe ihn dann zum Schritt an die Öffentlichkeit bewogen. Am 18. Juli 2014 beging Biermann ebenfalls Suizid.

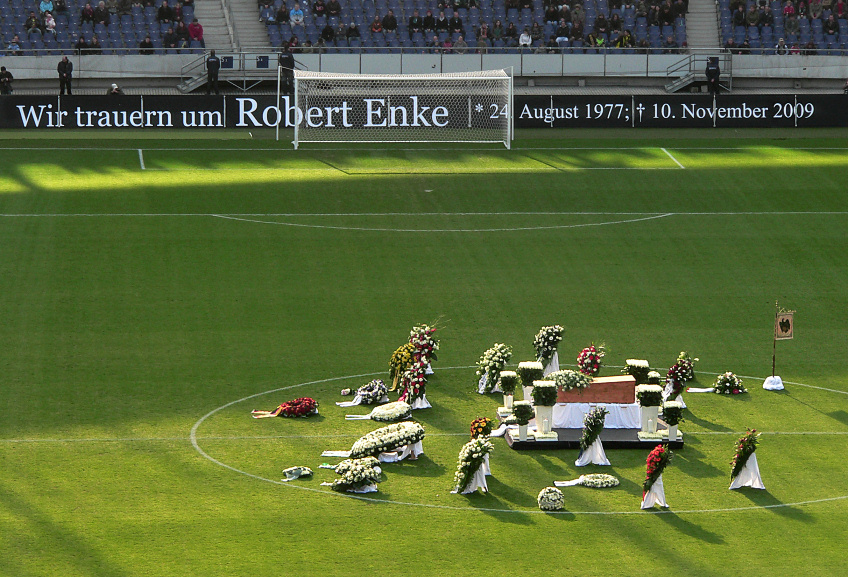
Trauerfeier im Stadion in Hannover
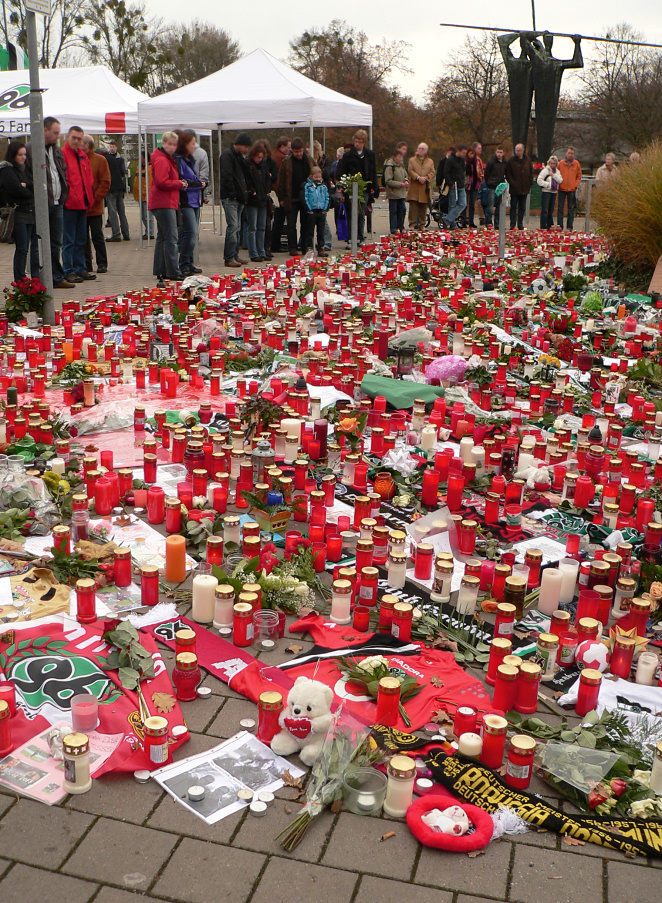
Gedenken an Robert Enke, Stadion Hannover

## Erfolge

### Nationalmannschaft
- Vize-Europameister: 2008

### Ehrungen

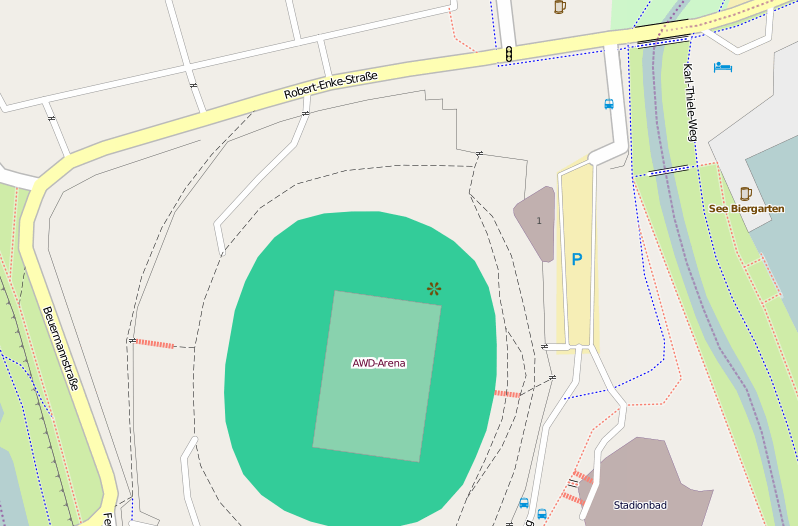
Lage der Robert-Enke-Straße

- 2006: Niedersachsens Sportler des Jahres[24]
- 2006, 2009: Kicker-Torhüter des Jahres
- 2007: Niedersachsens Fußballer des Jahres
- 2008/09: Mitglied der VDV 11
- Am 17. Januar 2011 benannte die Stadt Hannover unter Mitwirkung von Stephan Weil ein Teilstück des Arthur-Menge-Ufers in Robert-Enke-Straße um. Dort befinden sich das Fußballstadion und die Geschäftsstelle von Hannover 96.[25]
- Seit dem 1. Juli 2022 heißt die Üstra-Bushaltestelle an der HDI-Arena analog zu der Straße, in der sie sich befindet, „Robert-Enke-Straße“.

## Robert-Enke-Stiftung
Der Deutsche Fußball-Bund, Hannover 96 und die DFL haben die nach Enke benannte Robert-Enke-Stiftung gegründet und mit einem Kapital von 150.000 Euro ausgestattet. Zweck der Stiftung ist die Förderung von Maßnahmen und Einrichtungen, die der Aufklärung über die Krankheit Depression bzw. Kinder-Herzkrankheiten und/oder der Erforschung oder Behandlung dieser Krankheiten dienen. Robert Enkes Witwe, Teresa Enke, hat den Vorstandsvorsitz der Stiftung übernommen.

## Sonstiges
Das Berliner Maxim-Gorki-Theater verarbeitete den Tod und das Leben mit Depression von Enke in dem Stück Demenz Depression und Revolution. Weil dies ohne das Einverständnis von Robert Enkes Witwe Teresa geschah, klagte diese gegen jede weitere Aufführung des Theaterstückes, da sie die Rechte am Aufführen und Verfilmen des Buchs von Ronald Reng habe.